# Pfarrhaus (Haberskirch)

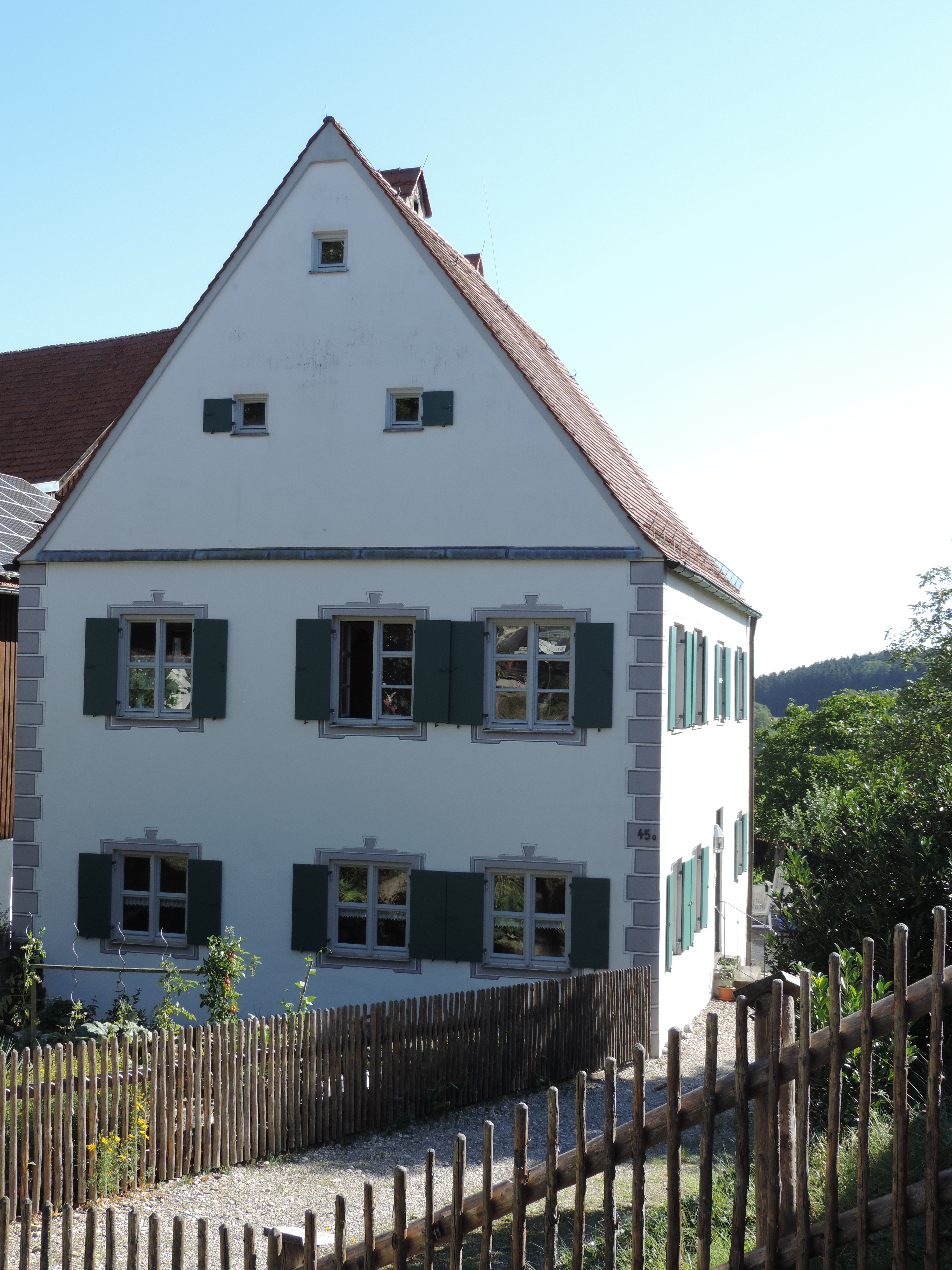
Ehemaliges Pfarrhaus in Haberskirch

Das Pfarrhaus in Haberskirch, einem Stadtteil von Friedberg im Landkreis Aichach-Friedberg im bayerischen Regierungsbezirk Schwaben, wurde Ende des 17. Jahrhunderts errichtet. Das ehemalige Pfarrhaus an der St.-Stefan-Straße 45a, gegenüber der Pfarrkirche St. Peter und Paul, ist ein geschütztes Baudenkmal.
Der zweigeschossige Satteldachbau besitzt drei zu drei Fensterachsen. Die barocke Fassadenmalerei mit Eckrustika und Fensterrahmungen wurde bei der umfassenden Renovierung des Gebäudes 1986/87 anhand von originalen Fragmenten rekonstruiert.
Im Inneren haben sich neben der Treppe mit Balustern noch einige Türgerüste erhalten.